# ゴールデン・パス

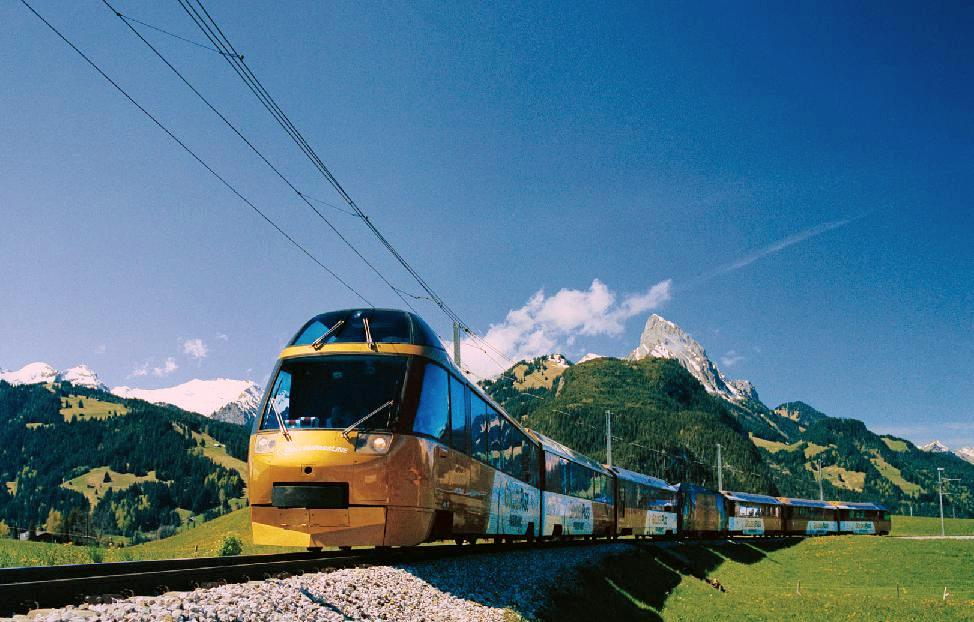
ゴールデン・パスのパノラマ車両(グシュタード付近)

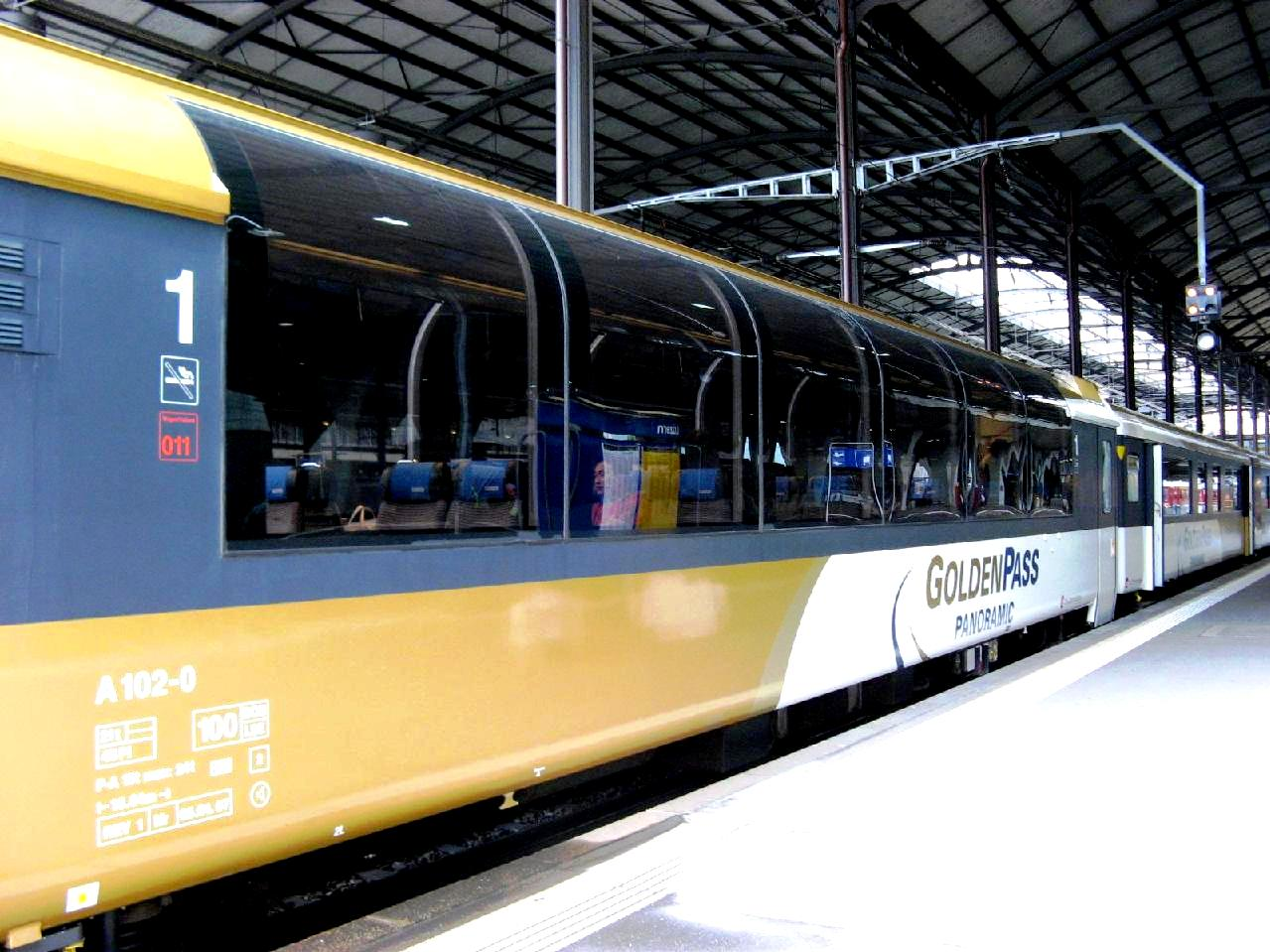
ルツェルンのメイン駅にて。

ゴールデン・パスまたはゴールデンパス・ライン(ドイツ語: GoldenPass Line または Goldenpass)は、レマン湖地方のモントルーと、中央スイス地方のルツェルンをつなぐスイスの鉄道路線である。アルプスの山岳景観と湖を車窓から望むことができる路線として知られ、3つの会社それぞれのパノラマ車両を運行している。
- モントルー・オーベルラン・ベルノワ鉄道(MOB) : モントルーからグシュタードを経由してツヴァイジンメンにいたる路線。（メーターゲージ）ゴールデンパス・パノラミックと呼ばれるパノラマ車両の中には、列車先頭部にVIP席を設けているものもある。また、ノスタルジックなクラシック車両のゴールデンパス・クラシックも運行している。
- BLS : ツヴァイジンメンからインターラーケンにいたる路線。（標準軌）
- ツェントラル鉄道(ZB) : インターラーケンからブリューニック峠を経由してルツェルンにいたる路線。（メーターゲージ）